# ジョージ・ダントン・ワイドナー

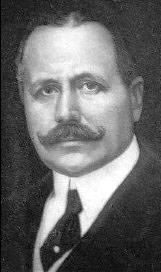
ジョージ・ダントン・ワイドナー

ジョージ・ダントン・ワイドナー（英: George Dunton Widener、1861年6月16日 - 1912年4月15日）は、アメリカの実業家。フィラデルフィアの路面電車王として名を馳せた。客船タイタニック号に一等船室の乗客として搭乗したが、息子ハリーとともに同船の沈没事故で命を落とした。

## 経歴
1861年6月16日にピーター・アレル・ブラウン・ワイドナーとその妻ハンナ・ジョゼフィン・ダントン( Hannah Josephine Dunton)の間の子としてペンシルバニア州フィラデルフィアに生まれる。父はフィラデルフィアの路面電車事業で莫大な財を築いた人物である。
フィラデルフィアの私立学校に通った後、父を補佐して路面電車事業に参加し、路面電車の馬からケーブル、電力への変化を推進した。フィラデルフィア交通輸送会社(Philadelphia Traction Company)をはじめとする数多くの鉄道会社の社長を務めた。
1912年4月10日朝に列車でパリからシェルブールに向い、夕方そこの港に寄港した豪華客船タイタニック号に息子ハリーとともに一等船室の乗客として乗船した。4月15日のタイタニック号の沈没により命を落とした。彼が最後に目撃されたのは左舷ボート降板の手すり辺りでジョン・セイヤーら他の一等船室の客たちと小さなグループを作って立っているところだった。彼らは船とともに死ぬ覚悟を決めており、ボートには近寄ろうともしなかった。